# Fire Emblem Engage
Fire Emblem Engage (ファイアーエムブレム エンゲージ, Faiā Emuburemu Engēji) est un jeu vidéo du genre tactical RPG au tour par tour développé par Intelligent Systems et édité par Nintendo sorti le 20 janvier 2023 sur Nintendo Switch. C'est le dix-septième volet de la série Fire Emblem (ou le quatorzième si l'on exclut les remakes des trois premiers épisodes) et le deuxième opus de la série principale sur cette console.

## Trame

### Univers
L'intrigue du jeu prend place sur le continent d'Elyos, partagé entre cinq nations. Au cœur du continent se trouve Lythos, une terre sacrée dirigée par le dragon divin Lumera. Au nord-ouest s'érige Brodia, un puissant royaume bâti sur la force militaire. En contraste, le sud-ouest accueille le royaume de Firene, un pays essentiellement philanthropique et pacifique. Au sud-est, Solm est une nation neutre, libre et ouverte d'esprit, maintenant de bonnes relations diplomatiques avec ses voisins. Le nord-est enfin est dominé par Elusia, un État religieux où le culte du dragon déchu reste très présent.

### Intrigue
Le joueur incarne un avatar du nom d'Alear, fils ou fille de Lumera, qui s'éveille d'un sommeil de mille ans pour empêcher le retour du dragon déchu, Sombron. À cette fin, il lui est nécessaire de collecter des anneaux magiques nommés « Emblèmes » contenant les esprits de héros d'autres mondes pour l'assister dans sa quête. Cependant, ces anneaux sont également convoités par ses adversaires pour leurs propres desseins.

### Personnages principaux
- Alear : Le protagoniste principal, un dragon divin. Fils ou fille de Lumera, dragon divin dirigeant Lythos, au cœur d'Elyos. Il (ou elle) est réveillé d'un sommeil de mille ans afin de prévenir la résurrection du dragon déchu, qu'il avait déjà combattu autrefois. Amnésique, son passé semble toutefois troublé.
- Alfred : Prince aîné de Firene, grand frère de Céline. C'est un hédoniste qui apprécie les fleurs et la musculation.
- Céline : Princesse cadette de Firene, petite sœur d'Alfred. Gentille et innocente, elle préfère la négociation au conflit mais est prête à se battre pour protéger la paix si nécessaire.
- Diamant : Prince aîné de Brodia, grand frère d'Alcryst. Il est particulièrement charismatique et respecté. Il voue une grande dévotion à son père, le roi Morion.
- Alcryst : Prince cadet de Brodia, petit frère de Diamant. En manque d'estime de lui, il a tendance à se rabaisser en se comparant à son frère. Il reste cependant sociable et prend au sérieux ses obligations.
- Timerra : Princesse aînée de Solm, grande sœur de Fogado. Bien qu'éduquée pour devenir la prochaine reine de Solm, elle reste libre et enjouée et se fait facilement des amis.
- Fogado : Prince cadet de Solm, petit frère de Timerra. En raison du mode de gouvernement matriarcal du pays, il a pu grandir avec plus de liberté que sa sœur et a une personnalité optimiste et généreuse. Il voyage souvent à travers le pays pour aider les gens en difficulté.
- Ivy : Princesse aînée d'Elusia, grande sœur d'Hortensia. Sérieuse et secrète, elle n'oublie jamais ses obligations royales.
- Hortensia : Princesse cadette d'Elusia et petite sœur d'Ivy. Innocente et égoïste, elle est tout de même affectueuse avec ses proches. Sur ordre de son père, elle a attaqué Alear lors de leur première rencontre.
- Veyle : Une jeune fille mystérieuse qui a sauvé la vie d'Alear alors qu'il était menacé par un soldat. Elle semble en voyage et à la recherche de quelqu'un.

### Emblèmes
- Marth : L'Emblème du Commencement. Protagoniste principal de Fire Emblem: Shadow Dragon & the Blade of Light, Fire Emblem: Mystery of the Emblem et leurs remakes Fire Emblem: Shadow Dragon et Fire Emblem: New Mystery of the Emblem. Vertueux et charismatique, le prince d'Altea devenu Roi-Héros d'Akaneia est un héros parmi les héros. Il est aussi l'ancêtre de Lucina. Sous son apparence d'Emblème, il semble jadis avoir bien connu Alear.
- Celica : L'Emblème des Échos. Protagoniste principale de Fire Emblem Gaiden et son remake Fire Emblem Echoes: Shadows of Valentia aux côtés d'Alm. Cette tendre princesse du fertile royaume de Zofia, seule survivante de sa famille, est aussi une prêtresse guerrière. Son anneau fut confié à la famille royale de Firene.
- Sigurd : L'Emblème de la Guerre Sainte. Protagoniste principal de Fire Emblem: Genealogy of the Holy War, avant d'être remplacé par son fils Seliph. Ce paladin droit et intègre issu d'une noble maison de Grannvale est un chevalier sacré ayant hérité du sang du Croisé Baldr. L'oncle de Leif.
- Leif : L'Emblème de la Généalogie. Personnage secondaire de Genealogy of the Holy War puis protagoniste principal de Fire Emblem: Thracia 776. Aussi connu sous le nom de "Souverain Éclairé", ce prince courageux contraint de mener une rébellion pour libérer son pays est le digne héritier de deux des Croisés de Jugdral. Le neveu de Sigurd.
- Roy : L'Emblème du Sceau. Protagoniste principal de Fire Emblem: The Binding Blade. Aussi connu sous le nom de "Jeune Lion". Courageux et intelligent, ce jeune noble de Lycia est un général compétent pour ses troupes. Son anneau fut confié à la famille royale de Brodia.
- Lyn : L'Emblème des Flammes. Protagoniste principale de Fire Emblem: The Blazing Blade aux côtés d'Eliwood et Hector. Aussi connue sous le nom de Lyndis ou encore "Lady de Sacae", cette bretteuse talentueuse issue d'une tribu nomade des plaines de Sacae vit en harmonie avec la nature. Elle est aussi l'héritière de la maison Caelin, en Lycia. Son anneau fut confié à la famille royale d'Elusia.
- Eirika et Ephraim : L'Emblème du Sacré. Protagonistes principaux de Fire Emblem: The Sacred Stones. Les jumeaux princiers de Renais, souvent qualifiés de "Jumeaux Célestes". Bien que leurs différentes personnalités se ressentent dans leurs styles de combat respectifs, ils restent très proches.
- Ike : L'Emblème du Rayonnement. Protagoniste principal de Fire Emblem: Path of Radiance puis de Fire Emblem: Radiant Dawn. Aussi connu sous le nom de "Héros de l'Aube". Chef de la guilde de mercenaires héritée de son père, ses talents au combat sont réputés inégalés. Son anneau fut confié à la famille royale de Solm.
- Micaiah : L'Emblème de l'Aurore. Protagoniste principale de Fire Emblem: Radiant Dawn aux côtés d'Ike. Aussi connue sous le nom de "Chevelure d'Argent" ou de "Fille de l'Aube", cette prêtresse dispose d'étranges pouvoirs de guérison et de prédiction.
- Lucina : L'Emblème de l'Éveil. Protagoniste principale de Fire Emblem Awakening, aux côtés de son père Chrom et du stratège Daraen. Cette princesse d'Ylisse, descendante de Marth et de sa Sainte-Lignée, ne cède jamais au désespoir, même lorsque la situation paraît perdue d'avance.
- Corrin : L'Emblème des Destinées. Protagoniste principale de Fire Emblem Fates. Héritière du sang des dragons, on l'appelle la "Main du Destin". Princesse d'Hoshido élevée dans le royaume ennemi de Nohr, elle a dû prendre des décisions difficiles mais sa volonté reste inébranlable.
- Byleth : L'Emblème de l'Académie. Protagoniste principal de Fire Emblem: Three Houses. Aussi connu sous le nom de "Démon cendré", cet ancien mercenaire de talent est devenu instructeur militaire à l'Académie des Officiers du Monastère de Garreg Mach.

## Système de jeu

### Jeu de base
Le système de jeu s'inscrit dans la continuité des précédents opus. Dans des combats tactiques au tour par tour, le joueur déplace et fait agir ses unités sur une carte formant une grille quadrillée afin d'accomplir l'objectif du chapitre et passer au suivant. Chacune des unités du joueur peut se déplacer, attaquer un ennemi, utiliser un objet, interagir avec son environnement, voire soigner des alliés pour les guérisseurs. Une fois que toutes les unités ont agi, ou dès qu'il le souhaite, le tour du joueur prend fin et celui de l'ennemi débute, et ainsi de suite. Sur la carte du monde, le joueur peut également prendre part des missions annexes permettant d'obtenir de l'expérience ou des objets. Au fur et à mesure de sa progression, ses unités acquièrent de l'expérience et peuvent gagner en puissance, apprendre de nouvelles aptitudes et évoluer vers des classes plus avancées. Le gameplay incorpore également des éléments plus sociaux comme les dialogues de soutien, permettant aux personnages de renforcer leurs relations, se traduisant par des bonus lorsqu'ils combattent côte à côte. De plus, le joueur dispose d'une base, Somniel, dans laquelle il peut interagir avec les personnages ; acheter, vendre et forger des armes ; ou bien participer à des mini-jeux contre des objets ou des bonus pour les combats à venir. Enfin, certains modes de jeu multijoueurs sont proposés, bien que la campagne principale reste solo.
Comme c'est la coutume depuis l'épisode New Mystery of the Emblem, Fire Emblem Engage propose deux modes de jeu : débutant, où les unités du joueur se replient lorsqu'elles sont vaincues et reviennent pour le prochain combat ; et classique, où les unités vaincues en combat sont perdues pour le restant de la partie. Le jeu compte par ailleurs trois niveaux de difficulté : normal, difficile et expert. Plus étonnamment, on y retrouve l'option de jouer avec une version modernisée du mode fixe de Path of Radiance, permettant d'exclure les éléments aléatoires de la croissance des personnages lors des montées de niveaux, en plus du mode aléatoire traditionnel de la série. Il incorpore enfin la mécanique de rembobinage introduite dans l'opus Echoes: Shadows of Valentia, permettant de revenir en arrière dans la bataille un certain nombre de fois afin de corriger une erreur tactique.
La principale innovation d'Engage réside dans les Emblèmes, des anneaux magiques permettant aux unités de combattre aux côtés de protagonistes des épisodes précédents, tels que Marth, Celica ou Sigurd. En équipant une unité d'un anneau, cette dernière reçoit une partie des pouvoirs de l'Emblème. En fusionnant avec ce dernier, l'unité débloque l'intégralité de sa puissance et dispose temporairement de nouvelles aptitudes de combat. Il est également possible pour un personnage de renforcer sa relation avec un Emblème au cours du jeu, accordant des bonus supplémentaires lorsque l'unité est équipée de ce dernier. Il est de plus possible pour une unité suffisamment expérimentée d'hériter de certaines caractéristiques des Emblèmes avec lesquels elle a tissé des liens afin de pouvoir les utiliser sans être équipé de leurs anneaux.

### Contenu additionnel
Fire Emblem Engage propose un pass d'extension payant composé de quatre volumes de contenu téléchargeable additionnel pour les joueurs souhaitant prolonger leur expérience de jeu au delà du contenu du jeu de base. Des mises à jour gratuites sont également prévues.

#### Volume 1
Sorti en même temps que le jeu de base le 20 janvier 2023, il donne accès à deux nouveaux Emblèmes : celui de Tiki, compagnon de Marth dans ses aventures ; et celui du trio de protagonistes de Three Houses Edelgard, Dimitri et Claude. Les joueurs obtiennent également de nouveaux objets de soutien et accessoires pour leurs personnages, ainsi que la Carte argent, un objet classique de la série Fire Emblem permettant de réduire le prix des biens achetés en magasin. Cependant, le rabais accordé n'est que de 30% et non 50% comme il en était autrefois coutume.

#### Volume 2
Sorti immédiatement après le Nintendo Direct du 8 février 2023, il donne accès à trois nouveaux Emblèmes : celui d'Hector, protagoniste de The Blazing Blade aux côtés de Lyn ; de Soren, compagnon d'Ike dans ses aventures ; et de Camilla, sœur adoptive de Corrin dans l'épisode Fates. De nouveaux objets de soutien et accessoires font également leur apparition.

#### Volume 3
Sorti le 8 mars 2023. Ce volume donne accès à deux nouveaux Emblèmes : celui du duo de protagonistes Chrom et Daraen de l'opus Awakening ; et celui de Veronica, issue du jeu mobile Fire Emblem Heroes.

#### Volume 4
Sorti le 5 avril 2023. Ce dernier volume ajoute une nouvelle histoire annexe du nom de "Xénologue déchu", centrée sur la lutte des jumeaux dragons Nel et Nil dans un Elyos parallèle où Alear a été vaincu. Le DLC comprend ainsi de nouvelles cartes, de nouvelles classes et de nouveaux personnages qui peuvent par la suite être recrutés pour la campagne principale.

## Bande-son

### Musique
La bande-son du jeu est réalisée par Yasuhisa Baba, Kazuki Komai, Hiroki Morishita, Takeru Kanazaki, Fumihiro Isobe et Takafumi Wada, sous la supervision de Yuka Tsujiyoko. Une de ses particularités est que pour refléter l'identité des différents lieux traversés par le joueur, les thèmes des quatre royaumes principaux ont été composés par des personnes différentes : Takeru Kanazaki est ainsi l'auteur du thème du royaume de Solm.

### Doublage
Le jeu est doublé intégralement en japonais et en anglais, et le texte est également traduit en français, allemand, espagnol, italien, coréen et chinois (traditionnel et simplifié). Le doublage anglais est assuré aux États-Unis par le studio Cup of Tea Productions, entre autres responsables du doublage de Fire Emblem Echoes: Shadows of Valentia et Fire Emblem Heroes.
Le tableau suivant présente la liste des comédiens ayant pris part au doublage du jeu. Certains personnages secondaires sont susceptibles de ne pas être inclus :
| Personnage                                                      | Voix japonaise     | Voix anglaise          |
| --------------------------------------------------------------- | ------------------ | ---------------------- |
| Alear (homme)                                                   | Hiro Shimono       | Brandon McInnis        |
| Alear (femme)                                                   | Aya Endō           | Laura Stahl            |
| Vander                                                          | Yoji Ueda          | Jason Vande Brake      |
| Clanne                                                          | Kōhei Amasaki      | Justin Briner          |
| Framme                                                          | Sayaka Senbongi    | Lisa Reimold           |
| Alfred                                                          | Ryohei Kimura      | Nick Wolfhard          |
| Boucheron                                                       | Tooru Sakurai      | Joe Hernandez          |
| Etie                                                            | Tomomi Mineuchi    | Trina Nishimura        |
| Céline                                                          | Akari Kito         | Rachelle Heger         |
| Louis                                                           | Haruki Ishiya      | J. Michael Tatum       |
| Chloé                                                           | Saori Hayami       | Kaitlyn Robrock        |
| Jean                                                            | Risae Matsuda      | Colleen O'Shaughnessey |
| Diamant                                                         | Junichi Suwabe     | Stephen Fu             |
| Amber                                                           | Atsushi Tamaru     | Parker Way             |
| Jade                                                            | Marie Miyake       | Katelyn Gault          |
| Alcryst                                                         | Nobuhiko Okamoto   | Micah Solusod          |
| Lapis                                                           | Tomoyo Takayanagi  | Kimberly Woods         |
| Citrinne                                                        | Ikumi Hasegawae    | Brittney Karbowski     |
| Yunaka                                                          | Fairouz Ai Kadota  | Laura Post             |
| Saphir                                                          | Sachiko Okada      | Cassie Ewulu           |
| Ivy                                                             | Yōko Hikasa        | Reba Buhr              |
| Zelkov                                                          | Yu Taniguchi       | David Matranga         |
| Kagetsu                                                         | Takehito Koyasu    | Khoi Dao               |
| Hortensia                                                       | Hina Kino          | Amber Connor           |
| Rosado                                                          | Shōta Aoi          | Brian Anderson         |
| Goldmary                                                        | Natsumi Takamori   | Maureen Price          |
| Anna                                                            | Saori Seto         | Monica Rial            |
| Lindon                                                          | Takehiro Hasu      | James Wade             |
| Timerra                                                         | Ami Koshimizu      | Dani Chambers          |
| Merrin                                                          | Nanako Mori        | Cristina Valenzuela    |
| Panette                                                         | Yukina Shuto       | Melissa Hutchison      |
| Fogado                                                          | Kenn               | Zeno Robinson          |
| Pandreo                                                         | Genki Okawa        | Ricco Fajardo          |
| Bunet                                                           | Tomohiro Ono       | Ian Sinclair           |
| Seadall                                                         | Shogo Sakamoto     | Griffin Puatu          |
| Mauvier                                                         | Tomoaki Maeno      | Gavin Hammon           |
| Veyle                                                           | Reina Ueda         | Megan Taylor Harvey    |
| Marth                                                           | Hikaru Midorikawa  | Yuri Lowenthal         |
| Celica                                                          | Nao Tōyama         | Erica Lindbeck         |
| Sigurd                                                          | Toshiyuki Morikawa | Grant George           |
| Leif                                                            | Ken'ichi Suzumura  | Nicolas Roye           |
| Roy                                                             | Jun Fukuyuma       | Ray Chase              |
| Lyn                                                             | Makiko Ōmoto       | Wendee Lee             |
| Eirika                                                          | Kaori Mizuhashi    | Kira Buckland          |
| Ike                                                             | Michihiko Hagi     | Greg Chun              |
| Micaiah                                                         | Natsuko Kuwatani   | Veronica Taylor        |
| Lucina                                                          | Yū Kobayashi       | Alexis Tipton          |
| Corrin                                                          | Satomi Satō        | Marcella Lentz-Pope    |
| Byleth                                                          | Yūsuke Kobayashi   | Zach Aguilar           |
| Lumera                                                          | Kotono Mitsuishi   | Julia McIlvaine        |
| Ève                                                             | Kyōko Hikami       | Megan Hollingshead     |
| Morion                                                          | Kento Fujinuma     | Josh Petersdorf        |
| Seforia                                                         | Mika Kanda         | Afi Ekulona            |
| Hyacinth                                                        | Takashi Nagasako   | Brook Chalmers         |
| Zephia / Zelestia                                               | Rica Fukami        | Elizabeth Maxwell      |
| Griss / Gregory                                                 | Kenjiro Suda       | Jamison Boaz           |
| Marni / Madeline                                                | Ruriko Aoki        | Sarah Williams         |
| Sombron                                                         | Katsuyuki Konishi  | Erik Braa              |
| Personnages apparaissant exclusivement dans le pass d'entension |                    |                        |
| Nel                                                             | Romi Park          | Liz Morey              |
| Nil / Rafal                                                     | Takuya Eguchi      | Y. Chang               |
| Tiki                                                            | Sumire Morohoshi   | Mela Lee               |
| Edelgard                                                        | Ai Kakuma          | Tara Platt             |
| Dimitri                                                         | Kaito Ishikawa     | Chris Hackney          |
| Claude                                                          | Toshiyuki Toyonaga | Joe Zieja              |
| Hector                                                          | Kōsuke Toriumi     | Patrick Seitz          |
| Soren                                                           | Ayumu Murase       | Kyle McCarley          |
| Camilla                                                         | Miyuki Sawashiro   | Misty Lee              |
| Chrom                                                           | Tomokazu Sugita    | Matthew Mercer         |
| Daraen                                                          | Yoshimasa Hoyosa   | David Vincent          |
| Veronica                                                        | Rina Hidaka        | Wendee Lee             |

## Développement

### Studio
Après Three Houses, se voulant être une épopée historique aux dimensions particulièrement épiques, le développement d'Engage débute dans l'optique de créer un jeu cherchant à attirer des joueurs peu familiers avec le genre du jeu de rôle tactique et son atmosphère parfois pesante comme c'était le cas de son prédécesseur. Ceci passe par une simplification de la trame du jeu, rappelant désormais plus une histoire classique d'heroic fantasy et permettant d'esquiver l'écriture de multiples routes, nécessiteuses en ressources et dont l'impact sur la longévité du jeu est parfois considéré comme accablant par les joueurs cherchant à explorer l'histoire de fond en comble.
Le changement radical de direction artistique, impulsé par le style très coloré de Mika Pikazo est également justifié par cette décision. L’abandon du système d'escouades de Three Houses permet de son côté de modéliser des animations de combat plus dynamiques et impressionnantes sans risquer que des soldats en arrière-plan paraissent ne rien faire au milieu de l'action.
Concernant les Emblèmes, l'idée est venue en voulant rectifier la mécanique de mariage des opus Genealogy of the Holy War, Awakening et Fates. Les développeurs y ont vu deux problèmes notables : la récompense de ce système n'est souvent accessible que tard dans le jeu, et tester différentes combinaisons pour obtenir différents enfants implique de devoir recommencer l'aventure. Les Emblèmes quant à eux sont accessibles plus tôt dans l'histoire et différentes combinaisons peuvent être essayées au cours d'une même partie, tout en procurant des bonus intéressants aux joueurs qui prennent le temps de former des liens entre un personnage et un Emblème en particulier,,.

### Annonce de lancement et commercialisation
Le jeu est annoncé au cours du Nintendo Direct du 13 septembre 2022, lors duquel une première bande-annonce est diffusée. Le jeu fait par la suite l'objet d'une campagne promotionnelle par le biais de multiples vidéos.
Une deuxième bande-annonce dédiée à la présentation de l'histoire, des personnages et de l'univers est diffusée le 16 novembre 2022. Le 23 novembre suivant, une bande-annonce détaillant les nouveaux éléments de gameplay relatifs aux anneaux d'Emblèmes est publiée.
Le 9 décembre, à l'occasion de la cérémonie des Game Awards 2022, un pass d'extension payant incluant quatre volumes de contenu téléchargeable additionnel est dévoilé. Le premier d'entre eux est disponible dès la sortie du jeu, tandis que les suivants sont publiés progressivement au cours de l'année 2023. Somniel, la base de l'armée du joueur, est présentée le 15 décembre.
Une vidéo promotionnelle présentant les bases de la série aux néophytes est diffusée le 17 janvier 2023.

## Accueil

### Critique
Fire Emblem Engage est favorablement reçu par la presse spécialisée. La richesse tactique du jeu est louée par la plupart des commentateurs, ainsi que l'amélioration des graphismes, des animations et du moteur de jeu plus généralement par rapport à son prédécesseur.
Toutefois, un certain nombre d'entre eux sont déçus par la qualité de l'écriture de l'histoire et des personnages, estimée inférieure à celle de Fire Emblem: Three Houses. De plus, ils notent qu'Engage innove moins que ce dernier et se repose plus sur les bases des jeux précédents.

### Ventes
D'après le rapport financier de Nintendo publié le 9 mai 2023, Fire Emblem Engage s'est vendu à hauteur de 1,61 million d'unités en date du 31 mars 2023, deux mois environ après la sortie du jeu. Ceci en fait d'office la quatrième meilleure vente de la série et malgré une baisse sensible lui permet de tenir tête à son prédécesseur et best-seller Three Houses, écoulé à 2,29 millions d'unités sur un laps de temps similaire après sa sortie.

## Postérité
Des personnages de Fire Emblem Engage apparaissent dans le jeu mobile Fire Emblem Heroes à partir de la mise à jour du 17 janvier 2023.
Une adaptation en manga officielle, écrite et illustrée par le mangaka Kyou Kazurou, est publiée dans le magazine japonais Shaikyou Jump à partir de février 2023.